# Wals-Siezenheim
Wals-Siezenheim este o localitate în districtul Salzburg-Regiune, landul Salzburg, Austria. Populația sa este de 12.665 locuitori. Aici joacă meciurile de acasă echipa de fotbal FC Red Bull Salzburg, pe Red Bull Arena.

## Politică

### Primarul
Primarul este Joachim Maislinger, membru a Partidului Popular Austriac.

### Consiliul
- ÖVP: 15
- FPÖ: 4
- SPÖ: 3
- Verzii: 3

## Legături externe
- Site oficial al orașului